# 平井弥之助
平井 弥之助（ひらい やのすけ、1902年（明治35年）5月16日 - 1986年（昭和61年）2月21日）は日本の電力土木技術者、電力事業経営者。昭和時代の電力開発に卓越した見識と強い使命感をもって貢献したと伝承されている。また女川原子力発電所等の建設にあたっては貞観地震、慶長三陸地震による大津波を考慮した適切な技術的助言を与えた。平井彌之助とも書く。

## 生涯

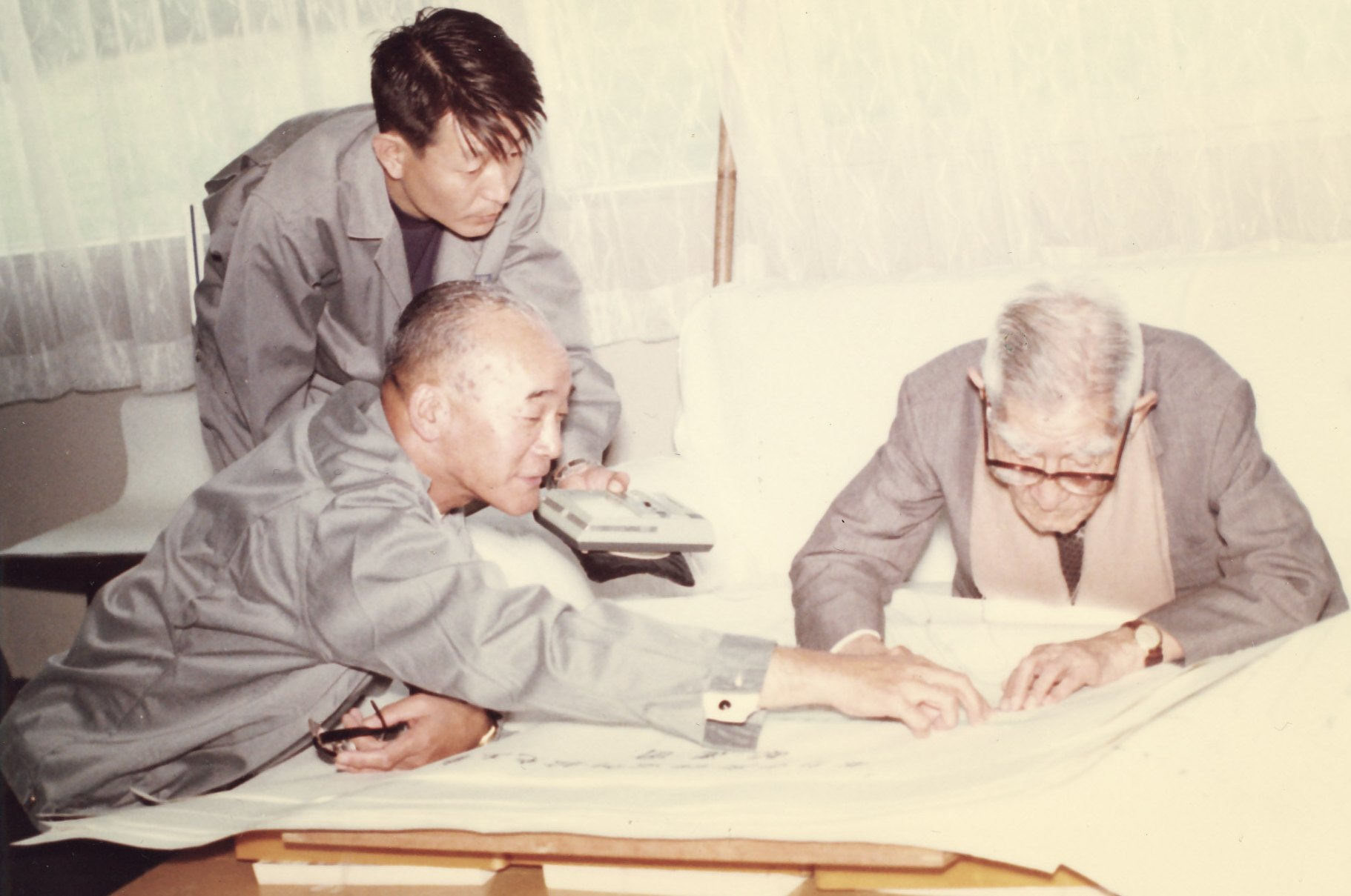
松永安左エ門（右）とともに

主な経歴は『土木史研究』第18号による。
| 1902年（明治35年） | 宮城県柴田町に生まれる |
|                    | 仙台一中、 旧制第二高等学校卒業                                                                                                |
| 1926年（大正15年） | 東京帝国大学工学部土木工学科卒業                                                                                               |
| 1926年（大正15年） | 東邦電力（株）入社、（飛騨川）川辺発電所建設所長                                                                               |
|                    | 松永安左エ門の薫陶を受ける |
| 1941年（昭和16年） | 日本発送電（株）引継入社 （奥日光）黒部工事事務所長・水力建設所長（栗山水力並びに川俣水力の建設所長）                          |
| 1942年（昭和17年） | 7月、同社建設局調査部西部調査課長                                                                                              |
| 1943年（昭和18年） | 12月、同社建設局大阪出張所土木部長                                                                                             |
| 1944年（昭和19年） | 1月、同社建設局土木部第二課長                                                                                                  |
| 1945年（昭和20年） | 4月、同社建設局土木部土木課長                                                                                                  |
| 1947年（昭和22年） | 7月、同社本店土木部長 |
| 1948年（昭和23年） | 7月、同社理事 |
| 1949年（昭和24年） | 10月、同社建設局次長 |
| 1951年（昭和26年） | 東北電力（株）常務取締役建設局長兼土木部長                                                                                     |
|                    | 白洲次郎会長の下で只見川水力開発及び大型火力の導入に努め東北地区電源開発に挺身した                                             |
|                    | 電源開発（株）の委嘱により国内最大水力の田子倉大プロジェクトの建設所長として建設にあたり、その後東北電力火力発電所の建設を指揮 |
| 1956年（昭和31年） | 土木学会東北支部評議員（1958年（昭和33年）度まで）                                                                             |
| 1959年（昭和34年） | 土木学会東北支部長（本年度のみ）                                                                                               |
| 1960年（昭和35年） | 東北電力取締役副社長（1962年（昭和37年）退任）                                                                                 |
| 1961年（昭和36年） | 土木学会東北支部顧問（1964年（昭和39年）度まで）                                                                               |
| 1963年（昭和38年） | 財団法人電力中央研究所理事・技術研究所長                                                                                       |
| 1968年（昭和43年） | 東北電力海岸施設研究委員会委員（1980年（昭和55年）8月まで）                                                                    |
| 1968年（昭和43年） | 日本電気協会原子力発電所耐震設計技術指針 JEAG4601-1970 電気技術基準調査委員会委員（1970年まで）                                |
| 1972年（昭和47年） | 土木学会名誉会員 |
| 1975年（昭和50年） | 電力中央研究所理事・技術研究所長退任・顧問就任                                                                                 |
| 1986年（昭和61年） | 逝去（享年83） |

## 栄典
- 1961年（昭和36年）10月28日 藍綬褒章
- 1972年（昭和47年）11月3日 勲三等旭日中綬章
- 1986年（昭和61年）2月21日 従四位

## 地震・津波に対する危機管理
平井は次に示す伝承のように、技術者としての合理性と電気事業者としての責任感に基づいて地震・津波対策の重要性を説いた。地震・津波の恐ろしさを実感していたと云われ、「貞観大津波（869年）は岩沼の千貫神社まで来た」と語っていたという。だが、以下に示すように東北電力入社時点でその予見能力は完全だったわけではなく、八戸火力の浸水経験などもあり、女川での成功に至るまでの道は平坦ではなかったし、後述する敷地高の件がそもそも平井の発案であるかどうかや、公開された文書記録が少ないことについては疑問が呈され、建設当時に採用した津波の知見も原子力の耐震設計技術者達には知られ始めていた時期だった。
多くの伝承は東北電力で平井の後輩であった大島達治が発信源となっており、2010年代の専門誌、学会誌、技術士会等で女川のエピソードが紹介された時は、その参考文献欄は大島の講演や大島が働きかけて報じられた新聞報道等を参照していることが多い。その一方で大島は、2020年に刊行した著書の前書きにて「記憶だけが頼りの内容」「学術論文ではないので内容に正確さを欠くことはお許し願います。」と本文中太字で強調した。平井の言行が検証される一方で、功績を物語として出版した例もある。
なお、東北電力に入社した時点でかなり地位が高くなっており、設計の実作業は部下達に任せ、技術的な重要事項を指導・決定する場面が多くみられる。
1. 大正末期から昭和初期、五大電力の一角であった東邦電力からキャリアをスタートしたが、土木課長であった鈴木鹿象に立地の検討の必要から送変電系統について教え込まれ、応用、実用化の手法、技術経営、事故調査などの示唆・薫陶も受けた他、学歴を問わず工夫や工手と呼ばれた熟練工にも教えを乞うた[10]。
2. 八戸火力発電所の建設（1956年（昭和31年））に際し、東北電力初の火力であり軟質地盤での初の工事でもあったが、同社建設局長だった平井は日本発送電時代尼崎火力発電所など軟弱地盤のサイトでの保守に苦労した経験から、大型ニューマチックケーソン（鉄筋コンクリート製の大型の箱舟）を導入した[11]。平井から設計を命じられた大島は「天然現象を根源までつき詰めて、自分の納得の行く迄見極めてから、周囲の地形・地質・気象に適合した計画・設計を進められ」「大胆にして細心」と評したが、1960年（昭和35年）チリ地震津波で同発電所は50cm浸水した。世界初の津波による発電所被災とされる[12]。送電線トリップにより電源喪失し、非常電源装置が起動したものの、本館床面に達する高波3回、岸壁を超すものが7回数えられ、護岸損傷、モーター・ケーブル・電源装置冠水などの被害を受けた。その後、非常用ディーゼル発電機は3階面へ移設された[13]。
電力中央研究所の後輩理事に当たる水鳥雅文はチリ地震の被害経験が、平井達により女川原発建設に活かされたのかも知れないと推定している[14]
3. 新潟火力発電所の建設（1957年（昭和32年））に際し、地震による地盤の液状化を予測したものの、引き続き設計を担当した大島は先の八戸火力より更に大型となる超大型のケーソン基礎を計画したが、その根入れ深さに迷い平井の判断を仰いだところ、12mにするように即答されたという。最終的には平井の回答から更に3m足した15mで計画し、火力機器をその上に設置した[15]。1964年（昭和39年）の新潟地震のおりには地盤の液状化が10メートルに達し、その有用性が証明された[1]。なお、地震発生時に平井は東北電力最高顧問だったが、当時居住していた埼玉の自宅から大島に電話し「震災の調査というものは、警察の非常線を突破して先へ先へと行かなければ本当のことは判らない」と述べて会津経由で翌日に発電所に急行し、被害を確認したという。まだ存命だった松永安左エ門にも事の経過を逐一報告した[16]。
4. 仙台湾開発について、東北電力副社長時代、日本港湾協会の定期刊行物『港湾』1960年10月号掲載「夢の仙台湾を語る」という鼎談で語っている。対談日は8月18日で、5月のチリ地震津波後であるが、商業港として塩釜港の開発を求めたり、石巻港の一角に火力発電所を要望してはいるが、津波対策についての発言はない。なお、『港湾』同号にはチリ地震津波に関係する運輸省による記事が掲載されており、対策についても言及されている。また、加藤愛雄（東北大学理学部地球物理教室教授）の手になる「津浪の跡をたづねて」も掲載されており、女川港の被災の様子をデータと写真を交えて紹介しつつ、「宮城県で最も注意しなければならないのは明治29年や昭和8年の大津浪よりも、もっと震源が南にある地震による津浪でこの時は津浪の波高はもっともっと大きくなる事が予想される」と明記されており、櫻井よしこが記した海岸施設研究会議事録の文言（後述）に語順まで酷似している。貞観地震、慶長三陸地震を重視し、三陸を津波常襲地帯と位置付ける姿勢についても同様である[17]。（なお、一般的には自身が掲載された専門雑誌は発行元から送られてくることが多い）。先の水鳥のような指摘もあった[14]が、その後両港とも港湾開発を進めたものの、東日本大震災では浸水被害を出した。
5. 「本質的には原子力反対の意見」だったとされる[18]。なお、この見解は福島第一原子力発電所事故後、平井の娘が大島に電話し「父が夢に出てきて（中略）日頃から言っていたことを大島に伝えよ」と述べたことが根拠となっており、平井自身の著述物で確認されたものではない[1]。
6. 女川原子力発電所の建設に際して「海岸施設研究委員会」（1968年7月～1980年8月）に招聘され、貞観地震級の大津波に備えるために敷地を14.8メートルの高台に設けることを強く主張したとされる。ただし、東北電力が2011年9月に原子力安全委員会に提出したスライド文書「女川原子力発電所における津波評価・対策の経緯について」では、この委員会について「社内での比較検討の結果，敷地レベル案としてO.P.+15m程度が最適と考えたが，津波に対する安全性等について専門的な視点で議論いただくために設置」と述べており、誰が海抜を高くするように主張したかや、松浦晋也等が記載している海抜12m案などについては言及していない[19]（後述の通り、櫻井よしこが確認した会議録も同様の紹介）。伊藤誠はこのスライドについて、順序として社内での検討結果として何らかの理由により15mという数字がまず挙げられ、その妥当性について海岸施設研究委員会において検討したということ、東北電力が公開した経緯のスライドに平井の名は出てこないことを指摘している[20]。
また、日本技術士会原子力・放射線部会が東北電力原子力部の管理職達と意見交換した際、平井の関与を尋ねると、大島らによる伝聞を「新聞等で取り上げられているが、エビデンスが残されていないので、積極的に発信するようなことはしていない」と回答した[21]。
平井の上記「強硬な主張」の対象についてだが、大島は「貞観地震の考慮」としており、この話を元にした報道・論評も同様の表現をしている。一方尾形努のように「15mの敷地への設置」に力点を置いたものも存在する[22]。大島のように「唯一おひとりだけ」と形容表現をしたものもあるが[1]、研究会の座長であった本間仁東洋大学教授も「運転コストが高くても高台にすべき」と提言していたことが遺族により明かされている[23]。
なお、平井の手柄として津波対策を称賛した大島は、東日本大震災前に執筆した「三陸原子力始末」という一文も残しており、1977年、岩手県から原子力地点を探して欲しいと持ち掛けられた際に「三陸沿岸に適地はないと思いますよ」と返答した。その後の調査を元にある地点で計画を検討した際に、海抜20mの案を計画しており、当時未だ着工前だった三陸海岸に位置する女川よりも高かった[24]。後年の著書では場所は釜石市で海抜25mと書かれている[25]。
7. 指針について、女川の件を引き合いに「技術者には法令に定める基準や指針を超えて、結果責任が問われる」というのが平井の信条だったと紹介されることがあるが[26]、平井自身は電中研時代に日本電気協会の原子力発電所耐震設計技術指針 JEAG4601-1970（1970年10月発行）に際し、電気技術基準調査委員会委員の一人となっており、指針冒頭の委員一覧に載っている。すなわち、指針を作る側でもあって、先の言葉は自己言及であった。JEAG4601-1970は、通商産業省より原子力発電所の耐震設計について審議するように求められて1968年1月より作成作業を開始したもので[27]、付録2としてIAEA（国際原子力機関）の勧告が和訳されて掲載してあり、津波について「特定地域の津波による最大海面上昇の高さは十分な歴史的記録がなければ予想できないであろう」と古い記録の不確実性、調査の重要性について述べていた。この勧告は1967年に東京で開催された専門家会議で出されたもので、IAEA公式サイトで英語版を閲覧できるが、出席者、オブザーバに東北電力社員や平井の名は無い[28]。
ただしこれを踏まえてか、JEAG4601-1970本文には「2.4　津波」が設けられ「過去の津波被害歴を調査しなければならない」「米国のボデガベイの場合には50フィートの波高を想定すべきであると言われた」[29]ことに言及し、古来から現代に至る津波の一覧を掲載した。一覧表の中で869年貞観地震はM8.6、1611年慶長地震はM8.1で各地震にm1～4の段階で併記されている津波規模は、共に最大のm4（最大波高20m以上、沿岸500kmに渡り被害あるものが該当）として記載された[30]。他、津波危険の大きさを示す図表も複数掲載され、地域別大津波回数、津波エネルギーはともに三陸～千島が最も大きい数値となっており、ある地点の津波波高の例示は岩手県が示された。
また、原子力委員会（当時）の「軽水炉についての安全設計に関する審査指針について」は1970年4月に制定されたが[31]、その「解説」にて「予測される自然条件」に津浪が含まれること、「過去の記録の信頼性を考慮のうえ、少くともこれを下まわらない過酷なものを選定して設計基礎とすることをいう」ことが明記された。
女川1号機の設置許可申請は1970年6月、JEAG4601-1970発行の翌月となる11月に申請の審査結果が報告されたが、以上より、過去の津波記録を参考にすることはこれら2つの勧告（指針に付録された勧告）・指針に沿った行為であり原子力の地震・津波対策に関わる技術者達にも知られ、JEAGに関して言えば平井以外に数十名の委員がおり、彼等も目を通した上でのことに過ぎなかった。
8. 平井の行なったとされる発言や海岸施設研究委員会について町田徹が取材したところ、東北電力は「社内的には議事録など確かな資料が残っていない」「いずれも社内の伝承として残っている程度の話で、文書として記録が残っているわけではない」と回答した[32]。伊藤誠も同様の推定をしている[20]。この一因は平井自身にあり、『発電水力』1970年9月号の鼎談にて「私はあまり経験談は言わないことにしているのです。経験を言うと、武功談になりがちですから、発達に邪魔となります。工事が完成したときは既に次の時代に入っているのですから、やったことは成るべく忘れて新しいことを考えなければなりません。」と述べていた[33]。この姿勢は福島第一の敷地高決定過程を詳述した小林健三郎と対照的である。震災から6年後に行われた日本技術士会との意見交換でも上述のように平井の態度などは証拠になる文書がないため東北電力は積極的に名前を挙げていなかった[21]。日本技術士会環境研究会の外山榛一は2012年に東北電力火力原子力本部の講演を聴講後、福島第一と女川で立地高さになぜ差が出たのか当時の基本方針協議について質問した際、明確な回答は得られなかったため、設計段階及び経営方針会議の協議内容は記録として残し、責任の所在を明確にする必要性を指摘した[34]。
その一方で、平井の後輩達は海岸施設研究委員会の会議録を作成しており、櫻井よしこは入手していた。それによると「過去の事例と2通りの計算式に基づいて，東北電力は最適の敷地高さを15 m と考え，専門家らの意見を聴いた」「宮城県沿岸で最も注意すべき津波は，明治29年の三陸地震や昭和8年の三陸地震よりも，震源がもっと南にある地震」「貞観地震，慶長地震の時には仙台湾沿岸に大津波の記録がある」などと委員達が述べていたという。ただし、櫻井は平井の名を挙げてはいない[35][36]。
その後、委員会で示された近代以前の地震記録、震源が南にある地震を重視する姿勢は設置許可申請では消え、古い津波記録はIAEA勧告文に近い考え方である「一般に津波の記録は数量的に不明確なものが多いが（中略）表のものは明治以降の記録であり、かなり精度の高いものである」との表現になり[37]、海岸施設研究委員会の名前も出てこない。明治以降の記録では明治三陸地震の際、宮城県歌津町石浜で14.3mであった記録などが言及されたものの、サイト周辺では明治以降の記録と聞き込みから「せいぜい3m程度」とされた[38]。
なお、東北電力の聞き取り調査は1969年12月から1月にかけて実施し、古老達と順に面談、明治三陸地震について「大津波があったのを憶えているか」と体験談を尋ねたものである[39]。一方土谷信行によれば、東北電力が計画時に地元民に接触したところ、1000年前の津波を理由に古老達に高い場所に建てるように苦言を呈され、その後社内調査をして14.8mを選択したとしている[40]。教えを乞う姿勢は平井にも共通する[10]。
添田孝史は1966年に設置許可申請された東電福島第一と平井を含めた東北電力女川の設置許可申請の頃を比較し、歌津町石浜が女川サイトより37kmの距離なのに対し、福島第一の津波想定根拠が同サイトから55km離れた小名浜検潮所での観測記録だったことを挙げ、海岸施設研究委員会や女川1号機設置許可申請での記載を距離の近さを以って「高い津波の懸念は拭い切れなかった」と評し[41]、伊藤誠は石浜の14.3mの値を以って「『14m程度の津波が来る可能性がある』というように考えたのかも知れない」と最悪事態のレベルを設定したと評している [42]。
また、1号機建設中の1981年12月9日、宮城県議会定例会（第197回）にて日本共産党沖直子議員の質問でこの敷地高さの妥当性が疑問視され、昭和三陸津波では岩手県（綾里村）白浜の23m、明治三陸津波では岩手県（大船渡市）吉浜で24.4m等の値が例示された。これに対して県土木部は14.8mで十分な余裕があるとの認識を示し、東北電力への申し入れはしていないと回答した。白浜、吉浜はいずれも吉村昭『海の壁』で『験震時報』第7巻第2号から抜粋引用された地点でもあり、上述の石浜より遠方に位置する（なお、大島の語りに登場する千貫神社も直線距離は石浜より遠方である）。「14.8mの高さを強硬に主張」するという表現は、この時点ではそれ以上の高さに変更しないことも含意しており、上述の各指針の津波に関する部分は仕様規定ではないので、数値目標や制限、過去の津波高を参照する地点のサイトからの距離制限も一切存在していない。
9. 女川1号機敷地高の決定に当たっては土工量の経済的検討（土量バランス）も福島第一や浜岡と同様に考慮された[43]。土量配分の件は政府事故調中間報告書P406でも「敷地造成に係る土量配分の観点から前記[44]の敷地高とする計画が提案」と言及されている[45]。
10. なお、女川1号機から、引き波時に海底が露出する事態に備えて取水路を工夫したことも平井の指導による影響とされる[1][46]。なお、海岸施設研究委員会が継続中で、設置許可申請の出された年の対談にて「取水口の設計にしても、ただ取水口を設計してくれと、一言のみであとは野放しの場合が多いように思う。取水口とはこういうふうに設計する条件があるんだとか、このような特性が必要であるなどと丁寧に仕様書を書いてやって教えることも少ないように思う。（中略）本だけ見てきてやるものですから、要らないものがあったり、最も重要な動的配慮が払われていなかったりします。（中略）有能な研究所の研究成果を将来の研究課題にとりくみ、また、優秀なコンサルタントもいるし、有能な請け負い会社があるのですから、これをどういうふうにうまく利用していくかということのほうが、より経済的にいく」「ものにもよりますが、御自身が仕様書を書いてあげる方が良いと思います」と述べていた[47]。
本件について平井の独創性には、次のような背景がある。電中研時代『発電水力』91号(1967年11月)に「電力中央研究所における発電土木関係研究の動向」を投稿しており、当時電源構成が火主水従に転換しつつあった頃でもあり「火力・原子力に関する土木技術」を重要な課題と位置付けていた。その中で昭和41年度(1966年度)の研究実績として「9．火力，原子力発電所冷却水の取水，放水と再循環対策に関する研究」を挙げ同所海岸水理研究室長でこの問題の専門家だった千秋信一等の手になる報告書を挙げた。千秋はこの時期に多数の同種研究に関与したが、『冷却水取排水に関する技術的問題』（土木学会水理委員会，水工学に関する講義集，1970年7月）にそれらをまとめており、過去に比べて格段に出力の大きな火力・原子力発電所が多数建設されるようになったことを踏まえ、それらの設計事例を紹介し、中には平井の関わった新潟火力発電所も含まれた。敦賀発電所1号機は電中研の設計手法で行われており[48]、沈砂対策で深層取水口に堰を設け、水が一定量溜まるような構造にしたが、この時も千秋の研究を参照しながら本間仁によるアドバイスを受けた[49]。女川1号機の特徴は津波時の引き波対策で取水口正面の深さを前面の海底より下げた点にあり、水を溜める発想は先行プラントと電中研に既に見られたもので、東北電力自体も電中研に取水口の海面変動に関して水理実験を依頼した[50]。後年、3号機建設の際、更に前面の海底を浚渫した（後述）[45]。
非常用電源については、先述のように八戸火力で嵩上げ対策の経験を得ており、水鳥のように教訓を得た可能性に言及する評もあったが[14]、地上階の海抜は確保したものの、1号機は海抜0.5mの地下に設置され、2,3号機に至り海抜14m（概ね地上階）に設置された[51]。
11. 中部電力浜岡原子力発電所1号機の冷却水取水塔の設計検討を本間仁、他数名の専門家と共に社外有識者として指導した[52]。時期は女川の海岸施設研究委員会と重複する。

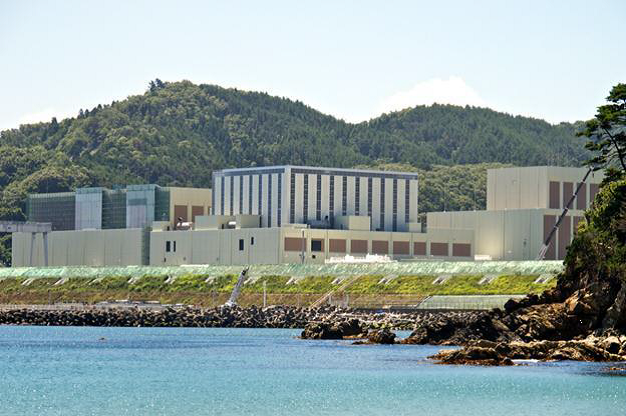
2012年夏の女川原子力発電所（IAEA調査団撮影）

平井の没後、2011年3月11日の東日本大震災では、13.78 m （12.78 m の波高と1 m の地盤沈下による）の津波が発電所を襲った。しかし、それは海抜14.8メートルの敷地に設置された3基の原子炉に達することなく（引き潮のピークで満潮時ではなかったことも幸いした）、3基とも11時間以内に正常に冷温停止した。放射線モニタに異常値は検出されず、女川原発附設の建物はその後3ヶ月間にわたって津波で家屋を喪失した364人の人々の避難所となった。
1年後の2012年夏、IAEAは女川原発に調査団を派遣し、92ページの調査報告書を日本政府に提出した。その結論は、「女川原発の諸施設は「驚くほど損傷を受けていない」（the facilities of the Onagawa NPS remain　“remarkably undamaged”）」（報告書15ページ）というものであった。
平井と結びつける形で東北電力の姿勢を称賛する評は多く「「想定外」というコメントを繰り返した東京電力とは、なんとも対照的である」と述べたものもある。だが女川の事例を研究する過程で14m程度の津波が最大レベルではなく、2012年には最大遡上高が23mになる研究が発表され、（上述の吉村による明治以降の記録への疑問や、大島による適地不存在発言・海抜20m計画の件、県議会で質問された敷地高への疑問、そして1999年に原告敗訴で終わった女川原発訴訟といったことなどがあったとは言え）想定値の上昇に終わりが無く、企業活動のためには事前対策のため想定範囲を打ち切らざるを得ないとの評もあった。その後、東電刑事裁判第一審の公判では2008年3月5日に、東電、東北電力、日本原電などが参加して開かれた「津波バックチェックに関する打合せ」の議事記録に言及があり、地震調査研究推進本部の2002年長期評価の考え方に沿って宮城県～福島県沖の領域（海岸施設研究委員会で求められた南側の領域と重複）でM8.5の津波地震シミュレーションを行った結果、女川原発での津波高さが敷地高を超える22.79mとなる計算結果を得ていたが、この2008年の件を東電同様に事故後当該の公判まで隠していたという。なお東北電力原子力部の管理職達も、自社に不利な事実こそ提示していないものの、東電との違いを尋ねられた際「そんなに大きく違っているような印象はない」と述べている。
上記15m以上の津波想定については先の日本技術士会原子力・放射線部会が東北電力原子力部の管理職達と意見交換した際、仮に、東日本大震災当時の津波が20mであった場合を尋ねている。東北電力はこれに対し「海水ポンプピット内が浸水し冷却ができなくなるのは間違いないと思うが、直流電源が活きていたら耐圧強化ベントのところにまず接続する」が「直流電源があったとしても空気作動弁を駆動するためのIA（圧縮空気）を確保（中略）できなければ、SBOの通常のシーケンスで福島第一のようになると考えられる。」と回答した。なお1号機の場合、計装用空気圧縮機はタービン建屋地下のOP.0m、直流電源は制御建屋地下のO.P.1.5m、またRCIC等の注水ポンプも原子炉建屋地下O.P.2.3mに所在するので、敷地高さを超える津波が建屋に流入すると、上記等の過酷事故対応は出来ない高さであった。
結局、東日本大震災後の新規制基準で津波想定は23mとなり、これに対応するため海抜29mの防潮堤が建設された。この高さは結果として、過去の議論で言及された高さを包含した。
なお、津波が敷地を超えなかった点についても平井による敷地高さ設定以外の効果への指摘がある。中嶋廉によると、2,3号機計画時の公開ヒアリングでは、女川町議を長年勤めた高野博（日本共産党）を中心とした住民団体が、チリ地震津波で女川湾の底が見えたことなどに触れ、津波の引き波対策について追及を行ったという。その結果、3号機建設時に取水口前の水深が-6.5mから-10.5mに変更され、幅200m、長さ150mに渡って浚渫工事を行った。東日本大震災後、2012年1月に東北電力の担当者が町議会を訪問した際、東北電力の担当者は高野に礼を述べた。中嶋は「津波の挙動にどのような影響を及ぼしたかは検証が必要ですが、浚渫が行われていた事実は、原発の安全を問い続けた粘り強い住民運動とともに」記録すべき出来事であると述べた。
上記のように平井の先見性に対する過剰な評価に同調せず疑問視したり、物語化を一種の安全神話と捉えての批判などが出てきており、15m案についても当時の若林社長の判断であると組織面を重視する論評もある。

## 人物
日本発送電を解体することになった電力再編成の検討が行われた1950年、電気事業再編成令の1週間ほど前の11月18日、衆議院に設置された考査特別委員会に出席し、2時間半以上に渡って同社土木部、建設局の所管事務、計画立案、予算作成、入札、見積、工事請負契約、工事監督、社内権限分与、利益相反行為や談合への疑問等について、同社の正当性を示す観点から、具体的な業者・関係者名を踏まえつつ多くの証言を残した。
土木学会東北支部において昭和30年代に評議員、支部長、顧問を務めた。また、上述の「座談会　土木技術者と電力界について」（『発電水力』1970年9月号）は自身が発電水力協会会長に就任した年に企画された鼎談であったためか、火主水従に原子力が加わった時代の変化に合わせ発電水力協会の改組が話題となり、後輩技術者に水力以外も担当出来るゼネラリストを目指すよう叱咤し、会誌も『発電水力』からダム以外の電力施設を取り上げる意味で『発電土木』に変えてはどうかと提案した。後1977年、協会名は電力土木技術協会に、誌名は『電力土木』に改められた。
生前の業界誌に掲載された平井評は余り無いが、「押しつけがましい判断で処理してきたのを、いかにも判断力があるように見られていたにすぎない、というきびしい見方もある。言い方は悪いが、土木屋出身だから無理ないにしても、親分、子分の関係が身辺に強く、お山の大将的な性格をもっている。電力界で、いまなお、このように前近代的な在り方を好む性格に、手厳しい批難の声があがっている」という厳しい指摘もあった。
これが死後になると、平井に接した人々はいずれも、その不抜の信念と、信頼度の高い技術をあくことなく希求する慎重な態度を証言している、となった。 また通産省からもちかけられた共同事業を断った時に見せた経営者としての一徹さは、断られた人に尊敬の念を抱かせたほどであったという。

## 関連人物
- 大島達治：平井の後輩に当たる技術系社員で東北電力入社以前から親交があり、入社後は上述のように平井の部下として設計にも従事した[62]。東日本大震災前は、火力発電所建設時代を中心に平井の伝承を絡めた思い出苦労話を書いていた。東日本大震災後は、それまで公表してこなかった平井の女川などに関する業績にも積極的に触れ、2011年9月には電力中央研究所佐藤清、東京新聞の取材を受け、後者は2012年3月7日付けの1周年記事として掲載された。その記事を読んだ毎日新聞の山田孝男からも取材を受け、3月19日付けのコラムで紹介されたという[63]。このようにして、マスメディアを通じて平井の名が広く拡散された[64]。土木学会名誉会員、技術士（建設部門）。
- 小林健三郎：女川とよく比較される、東京電力福島第一原子力発電所の敷地高の決定に関わった人物。平井の伝承を聞いた者の中には消化器外科教授の大塚隆生のように「福島第一原発で働くのは東京電力の職員であり、単身赴任者も多いと聞く。建設当時に平井氏と同じ気持ちで様々な想定をできたかどうかは想像の域を出ない。」との感想を持つ者もいる[65]。しかし、小林は敷地高の決定方法を数百ページに渡る博士論文『わが国における原子力発電所の立地に関する土木工学的研究』にまとめ、1号機運転開始後の1971年7月23日京都大学より博士学位を授与された。論文を書いた目的は「今後増大の一途をたどる原子力開発の検討に広く適用し得るものと考え」（まえがきによる）たためであった。
なお、論文の第4章は全国の沿岸から73ヵ所の適地を選んで各種指標を評価したもので、地点番号3は女川町小屋取が選定されているが、この研究では津波に関して当時の論文・統計などを挙げた上で太平洋岸の敷地高を一律10mと設定して立地費を算出したため、先の地点番号3においても敷地高は10mとなっている。ただし、博士論文が公開されたのは女川1号機の設置許可申請が認可された後である。なお、論文作成に当たり、土木学会誌などに一部のテーマを抄録した小論文が投稿されており、その内『土木施工』1971年7月号に掲載された「福島原子力発電所の計画に関する一考察」は、東京電力作成の『福島原子力事故調査報告書』（2012年6月20日）P28-29に要約引用された。図8において敷地高を4～15mまで変化させた場合の掘削工事費が掲載されている。この詳細は博士論文第5章に28ページに渡り詳述されている。上述のように会議録を別にすれば、伝承しか残っていない[32]或いはエビデンスが無い[21]と評され、また『発電水力』の座談会であまり話さぬようにしている旨を述べた平井に対し、情報を公開の場に残すという点において、小林は全く正反対の姿勢であった。